# Museu Morro da Caixa d'Água Velha
O Museu do Morro da Caixa D'Água Velha, é um museu publico na cidade de Cuiabá no estado de Mato Grosso. Sua construção teve origem no século XIX, pelo Coronel José Maria de Alencastro, contando com duas galerias para captação de água do Rio Cuiabá por gravidade, durante um período de 142 anos foi o único reservatório da cidade.
Em 2007 a administração municipal, iniciou um projeto de restauração, o local foi transformado em museu, sendo um ponto turístico onde abriga exposições de arte e eventos, sendo considerado patrimônio cultural de Cuiabá.

## História

### Origem
A história deste museu começa no século XIX, mais precisamente durante o período em que o Coronel José Maria de Alencastro era o líder da Província de Mato Grosso. Naquele período, a cidade de Cuiabá estava enfrentando um grande problema: a dificuldade com o abastecimento de água. A construção da caixa d'água teve início nesse período e foi concluída em novembro de 1882.

### A Evolução e Desativação
A população de Cuiabá na época em que a caixa d'água foi construída era de cerca de 20 mil habitantes. Com o crescimento constante da população, a capacidade da caixa d'água se tornou insuficiente para atender à crescente demanda por água. Isso levou ao seu desligamento em 1940, marcando o fim de um período de 142 anos em que ela serviu como principal sistema de abastecimento da cidade.

## Características

### Sistema de Distribuição de Água
A  Caixa D' Água Velha envolvia a captação de água diretamente do Rio Cuiabá por meio da Hidráulica do Porto, que era alimentada por uma máquina a vapor, uma a tecnologia avançada para a época. Depois de coletada, essa água era então distribuída por canos de ferro fundido, aproveitando a gravidade para chegar às bicas localizadas na área central da cidade. A partir daí, os moradores precisavam coletar a água dessas fontes e, para fazer isso, eles usavam tambores, carroças, charretes ou baldes, alguns até carregavam a água nos ombros ou cabeça. Essa tarefa muitas vezes era árdua, mas para muitas pessoas, era a principal forma de renda naquela época.

### Arquitetura
A arquitetura interna do museu é notável por seus três amplos espaços, cada um com dimensões de 13 metros de largura por 45 metros de comprimento. O antigo aqueduto, que costumava armazenar os 1,2 milhões de litros de água, é uma parte central do museu. A parte superior da estrutura foi adaptada para criar espaços adicionais, oferecendo um ambiente versátil para os visitantes.

### O Museu Atual
Atualmente, o Museu do Morro da Caixa D'Água Velha é um local de destaque nos circuitos turísticos e de pesquisa de Cuiabá. Dentro dele, é possível encontrar exposições permanentes que contam a história da estrutura, exibindo objetos que foram fundamentais em seu funcionamento, como tubos de ferro fundido e registros usados para controlar a distribuição de água. Além disso, o museu realiza exposições rotativas  de obras de artistas locais e de outras partes do estado, tornando-o um espaço dinâmico e culturalmente enriquecedor.

## Transformação em Patrimônio Cultural
Em 1991, a Câmara Municipal de Cuiabá reconheceu o valor histórico e cultural da estrutura, elevando-a à categoria de Patrimônio Cultural da cidade. Em 2007, durante a gestão do prefeito Wilson Santos, a estrutura passou por uma revitalização significativa e foi transformada no atual Museu do Morro da Caixa D'Água Velha, que ganhou destaque nos itinerários turísticos e nas atividades de pesquisa e passeios na capital do estado de Mato Grosso.